# Johann Heinrich Mylius der Jüngere
Johann Heinrich Mylius der Jüngere (* 21. März 1710 in Leipzig; † 29. Juni 1733 in Berlin) war ein deutscher Rechtswissenschaftler.

## Leben
Johann Heinrich Mylius der Jüngere war der Sohn von Gustav Heinrich Mylius (1684–1765). Er wurde anfänglich von seinem Vater ausgebildet. Nachdem er die Leipziger Nikolaischule besucht hatte, bezog er 1727 bereits mit siebzehn Jahren die Universität Leipzig. Hier absolvierte er zunächst ein Studium der Philosophie bei Gottlieb Korrte (1698–1731), besuchte Vorlesungen zum Staatsrecht und der Geschichte bei Johann Jacob Mascov und Jacob August Franckenstein (1689–1733) und juristische Vorlesungen bei Karl Otto Rechenberg. 1730 wechselte er an die Universität Wittenberg, anschließend studierte er auch an den Universitäten Frankfurt/Oder und  Halle. 
In Halle erwarb er 1731 den akademischen Grad eines Magisters der Philosophie und promovierte in seiner Heimatstadt am 11. Mai 1731 zum Doktor der Rechte. Anschließend hielt er Vorlesungen über die Geschichte, die Antiquitäten, Instituten und Pandekten. Bei einem Besuch in Berlin ergriff ihn ein hitziges Fieber, woran er verstarb. Kurz vorher hatte man ihm in Halle eine ordentliche Professur an der philosophischen Fakultät und eine außerordentliche juristische Professur übertragen, die er jedoch nicht mehr antreten konnte. Trotz seiner Jugend leistete er vorzügliche Arbeit, die sich vor allem in seinen bis dahin erschienenen Schriften äußerte. Er hat zudem Aufsätze in den Acta Eruditorum und Acta Academica veröffentlicht.

## Schriften
- Vindiciarum Theophili praeparentio, qua historia ipsius et paraphraseos exponitur. Leipzig 1730, Leyden 1733, 1738 (Online)
- Aeqvitate legume Romanorum circa peticulum et commondum rei venditae nondum traditae.
- Observationes aliqvot ad Processum inhibitivum.
- Vindicaiarum Theophili Specimen, ad prooem L.I.TIT.I. Et Partem TIT. II. Leipzig, 1731, (Online)
- Deiis, qvae Justiano proemio Instiutionum supposita perperam creduntur.
- Jus qvirium.
- De Praetore peregrine. 1729